# Steve Scott
Steve Scott (ur. 5 maja 1956 w Upland) – amerykański lekkoatleta, biegacz średniodystansowy biegający na 1 milę i 1500 m. Jest srebrnym medalistą mistrzostw świata w Helsinkach na 1500 m.
Scott dwukrotnie reprezentował swój kraj podczas igrzysk olimpijskich (Los Angeles 1984 – 10. miejsce na 1500 metrów i Seul 1988 – 5. lokata na tym samym dystansie). Nie wystartował na igrzyskach w Moskwie (1980) z powodu bojkotu tej imprezy przez Stany Zjednoczone jednak wygrał zorganizowane równolegle do moskiewskich igrzysk zawody Olympic Boycott Games 1980.
Znaczące sukcesy odnosił podczas Finału Grand Prix IAAF :
- Rzym 1985, bieg na 1500 metrów – 3. lokata w finale oraz 1. miejsce w klasyfikacji za rok 1985
- Rzym 1986, bieg na milę – 1. lokata w finale, 1. miejsce w klasyfikacji za rok 1986, 3. miejsce w łącznej klasyfikacji wszystkich konkurencji

Jest medalistą igrzysk panamerykańskich w Indianapolis, w konkurencji biegu na 1500 m.
Scott 136 razy przebiegł dystans 1 mili w czasie poniżej 4 minut, do dziś nikt nie poprawił tego wyczynu.

## Rekordy życiowe
- bieg na 800 metrów – 1:45,05 (1982)
- bieg na 1000 metrów – 2:16,40 (1981)
- bieg na 1500 metrów – 3:31.76 Nicea 16 lipca 1985
- bieg na milę – 3:47.69 Oslo 7 lipca 1982
- bieg na 3000 metrów – 7:36,69 (1981) Pierwszy wynik na listach światowych w 1981
- bieg na 5000 metrów – 13:30,39 (1987)